# Lawler (Iowa)
Lawler es una ciudad ubicada en el condado de Chickasaw en el estado estadounidense de Iowa. En el Censo de 2010 tenía una población de 439 habitantes y una densidad poblacional de 189,17 personas por km².

## Geografía
Lawler se encuentra ubicada en las coordenadas 43°4′19″N 92°9′14″O / 43.07194, -92.15389. Según la Oficina del Censo de los Estados Unidos, Lawler tiene una superficie total de 2.32 km², de la cual 2.29 km² corresponden a tierra firme y (1.34%) 0.03 km² es agua.

## Demografía
Según el censo de 2010, había 439 personas residiendo en Lawler. La densidad de población era de 189,17 hab./km². De los 439 habitantes, Lawler estaba compuesto por el 92.71% blancos, el 0.23% eran afroamericanos, el 0% eran amerindios, el 0% eran asiáticos, el 0% eran isleños del Pacífico, el 6.83% eran de otras razas y el 0.23% pertenecían a dos o más razas. Del total de la población el 8.88% eran hispanos o latinos de cualquier raza.